# VBG
visualbraingravity d.o.o. - VBG je slovensko podjetje, ki se ukvarja z grafičnim oblikovanjem. Ustanovljeno je bilo leta 2005.

## Nagrade
- 2020: slovenski oskar embalaže (Oljarna Kocbek in Steklarna Hrastnik) - v organizaciji Pomurskega sejma in pod pokroviteljstvom Gospodarske zbornice Slovenije[2]
- 2017: velika nagrada v skupini oblikovanje (Oljarna Kocbek) na 26. Slovenskem oglaševalskem festivalu[3]
- 2014: velika nagrada v skupini digitalno komuniciranje (Umekism za FM Musick) na 23. Slovenskem oglaševalskem festivalu[4]
- 2013: velika nagrada v skupini neposredno trženje (Lingva Franka - vizitka) in velika nagrada v skupini korporativna oglasna sredstva (Dimension Two) na 22. Slovenskem oglaševalskem festivalu[5]